# 喀麥隆慈麗魚
喀麥隆慈麗魚，為輻鰭魚綱鱸形目隆頭魚亞目慈鯛科的一个種，被IUCN列為瀕危保育類動物，分布於非洲喀麥隆山區的淡水流域，體長可達7.3公分，棲息在中底層水域，生活習性不明。

## 擴展閱讀
維基物種上的相關：喀麥隆慈麗魚
1. ↑  Moelants, T. . The IUCN Red List of Threatened Species 2010.   [2018.7.27].